# Даглас, Джимми
Джи́мми Да́глас (англ. Jimmy Douglas, [ˈdʒɪmɪ ˈdʌgləs]; 12 января 1898, Ньюарк, Нью-Джерси — 5 марта 1972, Пойнт-Плезант, Нью-Джерси) — американский футболист, вратарь. Выступал за сборную США на Олимпийских играх 1924 и на чемпионате мира 1930. В 1953 году его включили в «Зал Американской футбольной славы».

## Карьера

### Клубная
Джимми Даглас начал карьеру в молодёжной команде «Сентрал Джуниорс» в городе Ньюарк штата Нью-Джерси. В течение последующих 14 лет он играл за ряд любительских клубов. В 1922 году он наконец дебютировал в Американской футбольной лиге — его первым профессиональным клубом стал «Харрисон». В 1923 году он перешёл в «Ньюарк Скитерс», а проведя там два сезона, вскоре перебрался в «Нью-Йорк Джайантс». В будущем Джимми Даглас также часто менял клубы, не задерживаясь ни в одном из них дольше, чем на два сезона. Он поиграл в «Фолл-Ривер Марксмен», «Филадельфия Филд Клаб», «Бруклин Уондерерс», «Нью-Йорк Нэшнелз» и «Нью-Йорк Американс», проведя в общей сложности около двухсот матчей.

### В сборной
В период с 1924 по 1930 год Джимми Даглас сыграл 9 матчей за сборную США по футболу. Дебютировал он 25 мая 1924 года на летних Олимпийских играх в игре против Эстонии, которую американцы выиграли со счётом 1:0. Даглас был назван в той игре самым ценным игроком. Четыре дня спустя американцы проиграли матч сборной Уругвая (в воротах Дагласа побывало три мяча) и покинули турнир. В том же 1924 году Даглас вместе со сборной провёл ещё два товарищеских матча со сборными Польши и Ирландии. Год спустя в Монреале Даглас принял участие в товарищеской игре с канадцами.
Через пять лет он вернулся в сборную, чтобы сыграть на первом чемпионате мира. Два групповых матча с Бельгией и Парагваем Даглас отстоял на ноль, что позволило его команде выйти в полуфинал турнира. В полуфинале американцы пропустили от сборной Аргентины 6 мячей и вынуждены были покинуть турнир. Поскольку матч за третье место не проводился, третье место было присуждено сборной США по дополнительным показателям. А последним матчем за сборную страны в карьере Дагласа стала товарищеская игра с бразильцами в Рио-де-Жанейро через месяц после окончания турнира.
| Матчи и пропущенные голы Джимми Дагласа за сборную США | Матчи и пропущенные голы Джимми Дагласа за сборную США | Матчи и пропущенные голы Джимми Дагласа за сборную США | Матчи и пропущенные голы Джимми Дагласа за сборную США | Матчи и пропущенные голы Джимми Дагласа за сборную США | Матчи и пропущенные голы Джимми Дагласа за сборную США | Матчи и пропущенные голы Джимми Дагласа за сборную США |
| ------------------------------------------------------ | ------------------------------------------------------ | ------------------------------------------------------ | ------------------------------------------------------ | ------------------------------------------------------ | ------------------------------------------------------ | ------------------------------------------------------ |
| №                                                      | Дата                                                   | Место проведения                                       | Соперник                                               | Счёт                                                   | Голы                                                   | Турнир                                                 |
| 1                                                      | 25 мая 1924                                            | Париж, Франция                                         | Эстония                                                | 1:0                                                    | -                                                      | Олимпийские игры 1924                                  |
| 2                                                      | 29 мая 1924                                            | Париж, Франция                                         | Уругвай                                                | 0:3                                                    | 3                                                      | Олимпийские игры 1924                                  |
| 3                                                      | 10 июня 1924                                           | Варшава, Польша                                        | Польша                                                 | 3:2                                                    | 2                                                      | Товарищеский матч                                      |
| 4                                                      | 16 июня 1924                                           | Дублин, Ирландия                                       | Ирландия                                               | 1:3                                                    | 3                                                      | Товарищеский матч                                      |
| 5                                                      | 27 июня 1925                                           | Монреаль, Канада                                       | Канада                                                 | 0:1                                                    | 1                                                      | Товарищеский матч                                      |
| 6                                                      | 13 июля 1930                                           | Монтевидео, Уругвай                                    | Бельгия                                                | 3:0                                                    | -                                                      | Чемпионат мира 1930                                    |
| 7                                                      | 17 июля 1930                                           | Монтевидео, Уругвай                                    | Парагвай                                               | 3:0                                                    | -                                                      | Чемпионат мира 1930                                    |
| 8                                                      | 26 июля 1930                                           | Монтевидео, Уругвай                                    | Аргентина                                              | 1:6                                                    | 6                                                      | Чемпионат мира 1930                                    |
| 9                                                      | 17 августа 1930                                        | Рио-де-Жанейро, Бразилия                               | Бразилия                                               | 3:4                                                    | 4                                                      | Товарищеский матч                                      |

Итого: 9 матчей / 19 пропущенных голов; 4 победы, 0 ничьих, 5 поражений.